# Mètode de moviment de cúmuls
El mètode de moviment de cúmuls — l'astrometria un dels mètodes de determinació de la distància als cúmuls estel·lars. En la primera meitat del segle xx, aquest mètode s'ha aplicat a diversos més proper al Sol clústers. En el moment actual per a determinar la distància a clústers aplicar més descripcions de mètodes.

## Justificació teòrica
El mètode d'un grup de cúmuls en moviment es basa en l'observació del moviment propi i l'Efecte Doppler de cada objecte del cúmul. Atès que els objectes del grup de cúmuls estan molt a prop (comparat amb la distància de l'observador al cúmul), al cel es mouran cap a un punt, que és una manifestació de l'efecte de la perspectiva.
La distància d a l'estrella del cúmul està determinada per la fórmula
{\displaystyle d=\mathrm {tan} (\theta ){\frac {\mathrm {v_{r}} }{\mathrm {u} }},}
on u representa el moviment de les estrelles, vr és la velocitat radial, θ és l'angle entre la direcció de l'estrella i la direcció que el punt de convergència de la velocitat dels vectors de les estrelles. A més, els valors obtinguts per a diverses estrelles es poden fer una.

## Aplicació
El mètode es va utilitzar per determinar distàncies per només un petit nombre de grups de cúmuls. Perquè aquest mètode es pugui aplicar, és necessari que el grup estigui situat a prop del Sol, a una distància de no més de centenars de parsecs, i també ha de ser prou estreta i distingida entre les estrelles del fons. El mètode és força laboriós en comparació amb el mètode de paral·laxi#Paral·laxi en astronomia trigonomètrica, però proporciona un resultat menys precís que les mesures modernes d'alta precisió realitzades, per exemple, pel satèl·lit Hipparcos.
Entre els cúmuls, la distància a la qual es va determinar mitjançant aquest mètode, es poden observar les Híades i les Plèiades.
Recentment, aquest mètode es va aplicar per determinar la distància entre una nana marró 2M1207 i un exoplaneta 2M1207b. Al desembre de 2005, l'astrònom estatunidenc Eric Mamajek va rebre valor de la distància a 2M1207b igual a 53 ± 6 parsecs.